# Frise (Somme)
Pour les articles homonymes, voir Frise.
Frise est une commune française située dans le département de la Somme en région Hauts-de-France.

## Géographie

### Localisation

#### Communes limitrophes
|               | Curlu                  | Hem-Monacu |
| Éclusier-Vaux | Frise                  | Feuillères |
| Cappy         | Dompierre-Becquincourt | Herbécourt |

Située sur la rive gauche de l'ancienne rivière Somme, Frise est à peu près coupée en deux par le canal de la Somme.
Le village se trouve à 9 km de Bray, 11 km de Péronne et 43 km d'Amiens, chef-lieu du département.

### Nature du sol et du sous-sol
Le sol est surtout siliceux et calcaire. Toutefois, on rencontre des terres argileuses du côté d'Herbécourt, Becquincourt et Dompierre et dans l'île à proximité des étangs.
Le long de la rivière, à gauche du canal, s'étend un coteau crayeux assez élevé, partant de l'écluse inférieure et se prolongeant sur Éclusier.
En 1899, il n'y a pas à proprement parler de mines mais on extrait de la pierre à chaux, expédiée par bateaux des carrières avoisinant le canal.

### Relief, paysage, végétation
Le village de Frise est situé dans la vallée de la Somme, il offre au regard un paysage marécageux ainsi que des coteaux calcaires.
Dans l'eau des étangs, on rencontre une plante cryptogamique désignée sous le nom patois de « mouron », très estimée comme engrais.

### Hydrographie

#### Réseau hydrographique
La commune est située dans le bassin Artois-Picardie. Elle est drainée par la rivière Somme , la Somme canalisée, le fleuve la Somme et divers autres petits cours d'eau.
Les eaux superficielles comprennent 115 ha en eaux et étangs. Le canal comprend 9 ha en plus. Les étangs sont peu profonds, à sous-sol crayeux. Pendant longtemps, y prospéraient des écrevisses très estimées. Elles ont complètement disparu il y a une quarantaine d'années (écrit en 1899), sans cause appréciable.
La Somme est un fleuve du nord de la France, en région Hauts-de-France, qui traverse les deux départements de l'Aisne et de la Somme. Il prend sa source dans la commune de Fonsomme et se jette  dans la Manche par la baie de Somme entre Le Crotoy et Saint-Valery-sur-Somme. Les caractéristiques hydrologiques de la Somme canalisée sont données par la station hydrologique située sur la commune. Le débit moyen mensuel est de 0,405 m3/s. Le débit moyen journalier maximum est de 3,38 m3/s, atteint lors de la crue du 16 mars 2014. Le débit instantané maximal est quant à lui de 6,63 m3/s, atteint le 13 novembre 2013.
Le canal de la Somme, construit entre 1770 et 1827, et mis au gabarit Freycinet en 1880, est long 170 km. Il débute à Saint-Simon où il touche au canal de Saint-Quentin et débouche dans la baie de Somme.
Les sources d'eaux minérales indiquées dans les livres de géographie comprennent une source ferrugineuse à la limite des étangs de Frise, vers Éclusier. Cette eau contient beaucoup de calcaire.

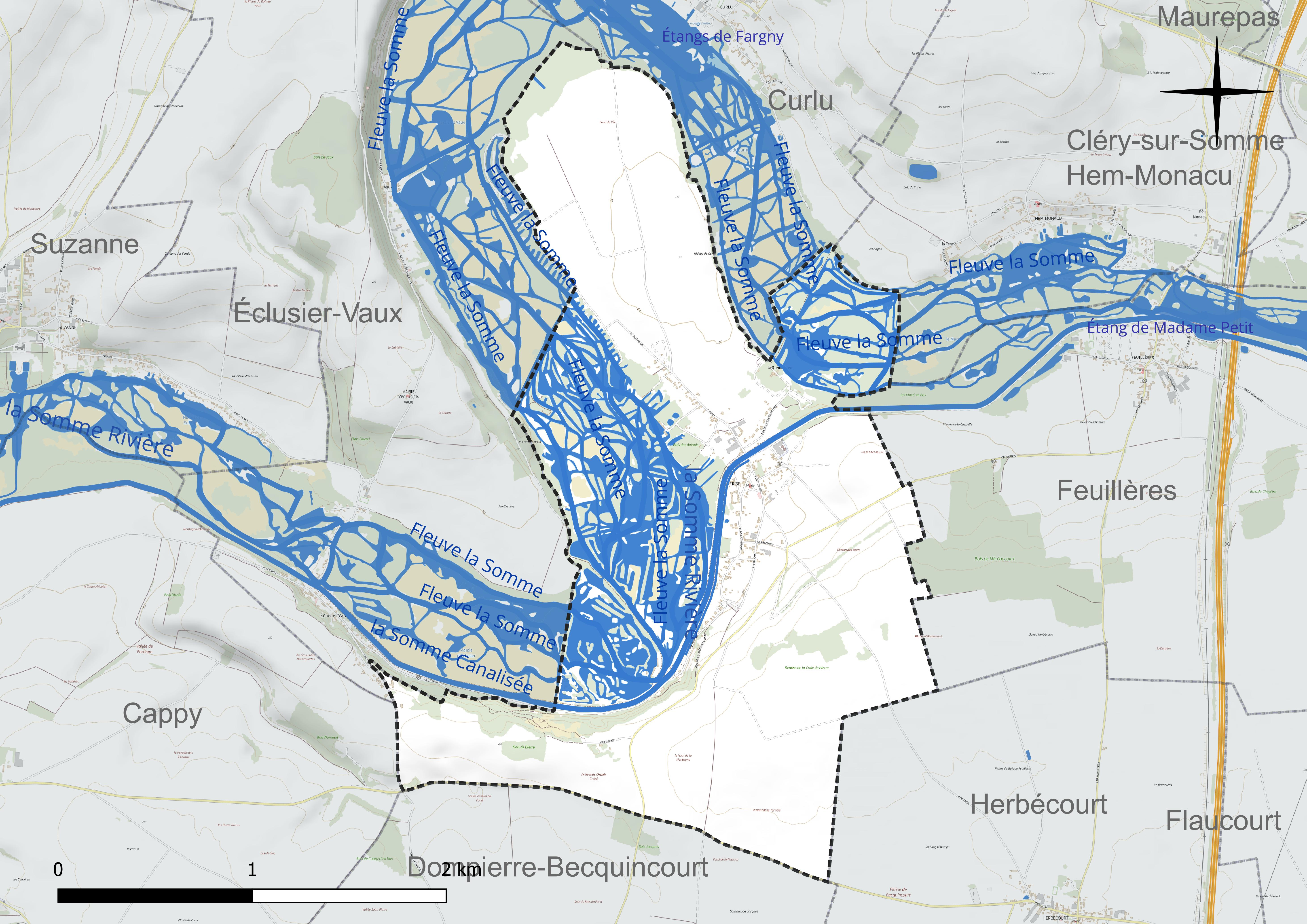
Réseau hydrographique de Frise.

#### Gestion et qualité des eaux
Le territoire communal est couvert par le schéma d'aménagement et de gestion des eaux (SAGE) « Haute Somme ». Ce document de planification concerne un territoire de 1 798 km2 de superficie, délimité par le bassin versant de la Haute Somme est constitué d'un réseau hydrographique complexe de cours d'eau, de marais, d'étangs et de canaux. Le périmètre a été arrêté le 21 avril 2006 et le SAGE proprement dit a été approuvé le 15 juin 2017. La structure porteuse de l'élaboration et de la mise en œuvre est le syndicat mixte d'aménagement hydraulique du bassin versant de la Somme (AMEVA).
La qualité des cours d'eau peut être consultée sur un site dédié géré par les agences de l'eau et l'Agence française pour la biodiversité.

### Climat
Pour des articles plus généraux, voir Climat des Hauts-de-France et Climat de la Somme.
En 2010, le climat de la commune est de type climat océanique dégradé des plaines du Centre et du Nord, selon une étude du CNRS s'appuyant sur une série de données couvrant la période 1971-2000. En 2020, Météo-France publie une typologie des climats de la France métropolitaine dans laquelle la commune est exposée à un climat océanique et est dans la région climatique Nord-est du bassin Parisien, caractérisée par un ensoleillement médiocre, une pluviométrie moyenne régulièrement répartie au cours de l'année et un hiver froid (3 °C).
Pour la période 1971-2000, la température annuelle moyenne est de 10,5 °C, avec une amplitude thermique annuelle de 14,5 °C. Le cumul annuel moyen de précipitations est de 752 mm, avec 12,6 jours de précipitations en janvier et 8,7 jours en juillet. Pour la période 1991-2020, la température moyenne annuelle observée sur la station météorologique la plus proche, située sur la commune de Méaulte à 12 km à vol d'oiseau, est de 10,7 °C et le cumul annuel moyen de précipitations est de 730,3 mm,. Pour l'avenir, les paramètres climatiques de la commune estimés pour 2050 selon différents scénarios d'émission de gaz à effet de serre sont consultables sur un site dédié publié par Météo-France en novembre 2022.

## Urbanisme

### Typologie
Au 1er janvier 2024, Frise est catégorisée commune rurale à habitat dispersé, selon la nouvelle grille communale de densité à sept niveaux définie par l'Insee en 2022.
Elle est située hors unité urbaine. Par ailleurs la commune fait partie de l'aire d'attraction de Péronne, dont elle est une commune de la couronne,. Cette aire, qui regroupe 52 communes, est catégorisée dans les aires de moins de 50 000 habitants,.

### Occupation des sols
L'occupation des sols de la commune, telle qu'elle ressort de la base de données européenne d'occupation biophysique des sols Corine Land Cover (CLC), est marquée par l'importance des territoires agricoles (70 % en 2018), une proportion identique à celle de 1990 (70 %). La répartition détaillée en 2018 est la suivante : 
terres arables (62,8 %), eaux continentales (20,2 %), zones agricoles hétérogènes (7,2 %), zones humides intérieures (5,8 %), forêts (4 %). L'évolution de l'occupation des sols de la commune et de ses infrastructures peut être observée sur les différentes représentations cartographiques du territoire : la carte de Cassini (XVIIIe siècle), la carte d'état-major (1820-1866) et les cartes ou photos aériennes de l'IGN pour la période actuelle (1950 à aujourd'hui).

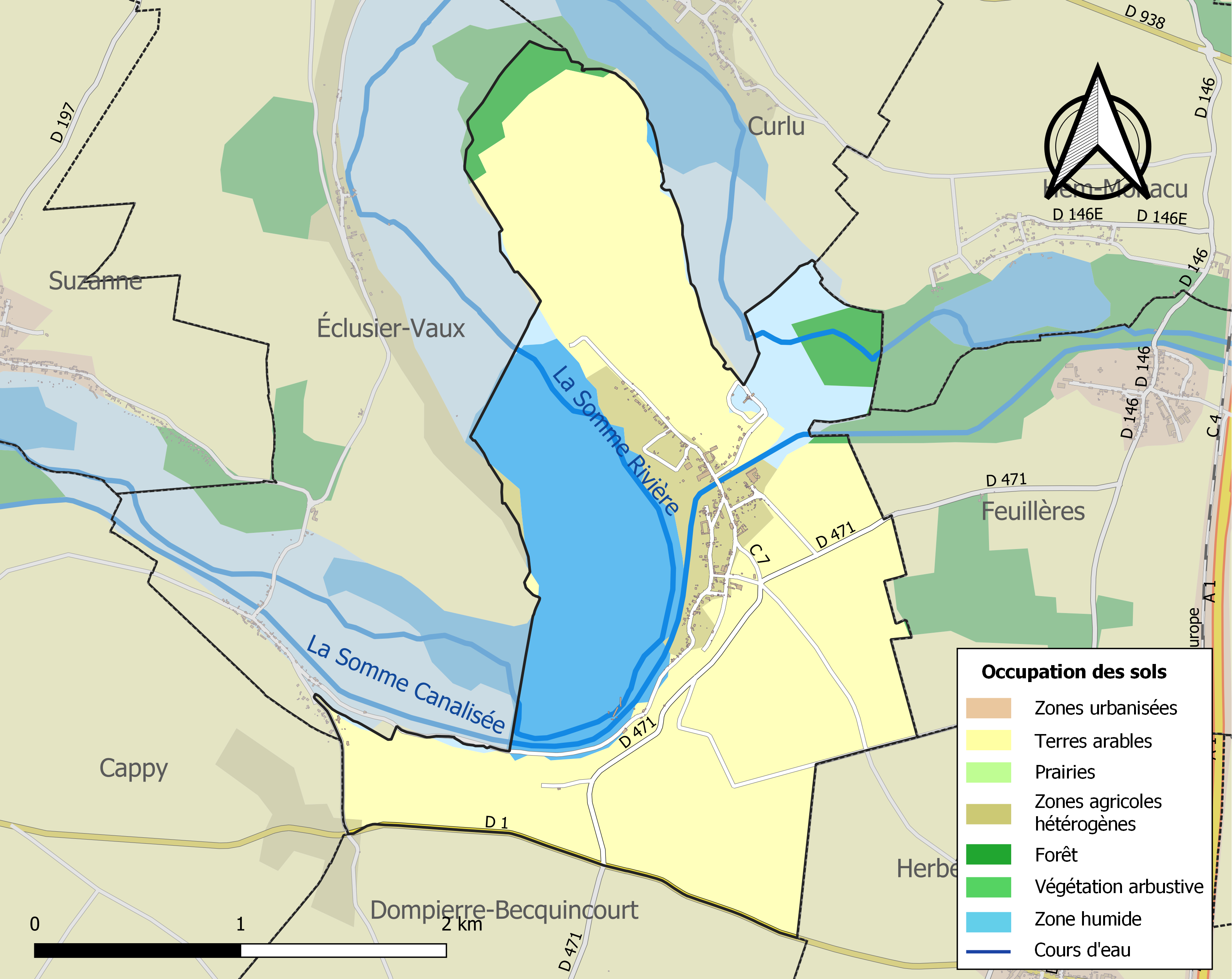
Carte des infrastructures et de l'occupation des sols de la commune en 2018 (CLC).

### Voies de communication et transports
La localité est desservie par les autocars du réseau inter-urbain Trans'80, chaque jour de la semaine, sauf le dimanche et les jours fériés (ligne no 38  (Albert - Bray-sur-Somme - Péronne).

## Toponymie

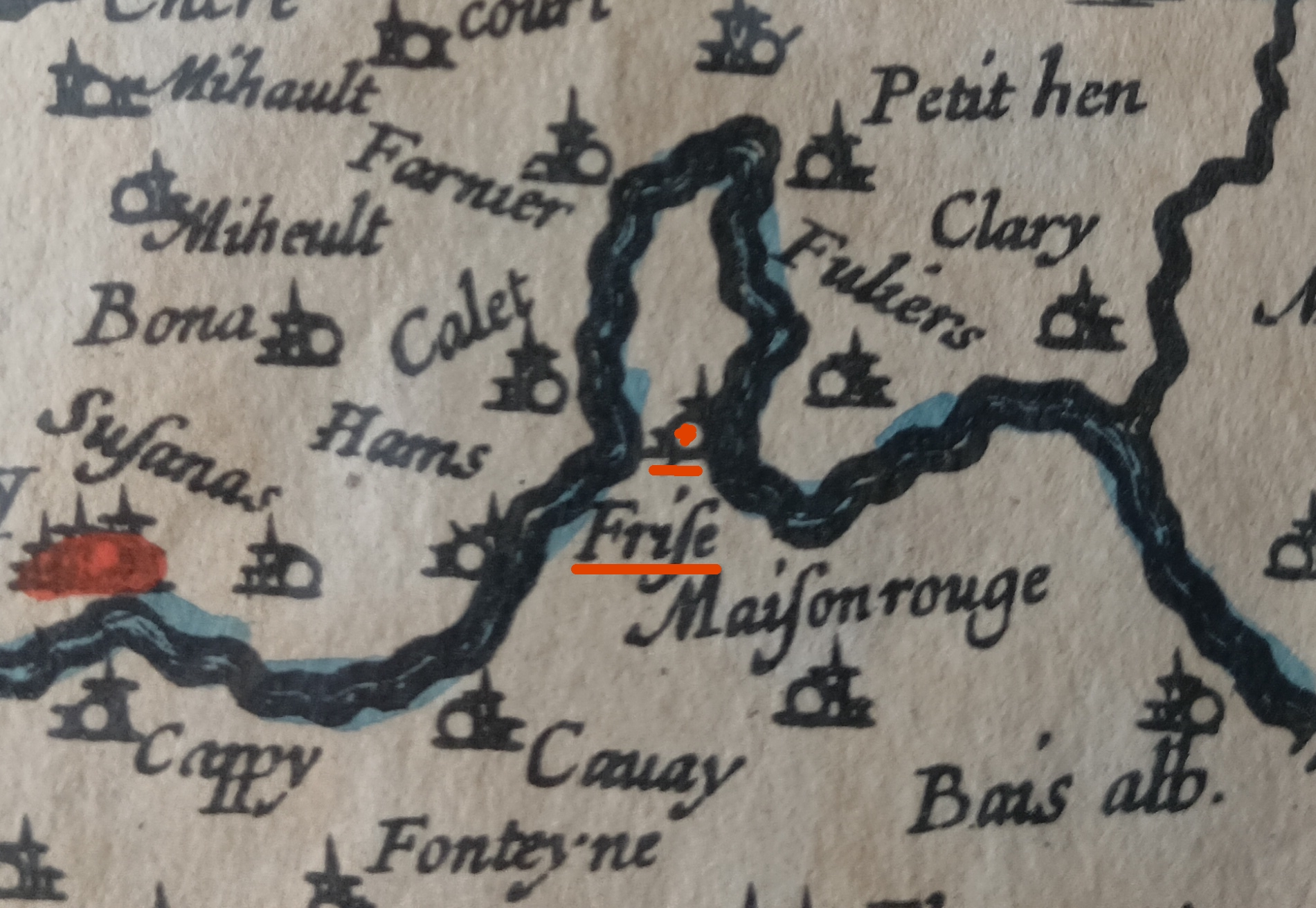
Frise sur une carte de la Picardie de 1620.

En 948, Frisia est attesté selon M. Decagny. Le même nom est utilisé en 957 dans une lettre du pape Jean XII. En 1343 apparaît Fuse, dans une déclaration du roi Philippe VI. Un dénombrement d'Isabelle de Coucy nous donne Frize au XVe siècle. Bien que plus rares, Frizes et Frises sont des versions également rencontrées.
Jusqu'à la Révolution française, les deux orthographes Frise et Frize sont à peu près autant utilisées l'une que l'autre. Depuis cette époque, il est écrit Frise.
Frise du latin Frisia (féminin de Frisius), sous-entendant terra : « pays des Frisons ».

## Histoire
Au Moyen Âge, le cours de la Somme qui traverse le village est aménagé pour favoriser l'exploitation de la tourbe. Les eaux poissonneuses donnent alors naissance à un paysage aquatique aujourd'hui encore très spécifique.
L'étang de la Grenouillère, une cense du terroir de Frise, appartenait à l'abbaye de Abbaye Saint-Barthélemy de Noyon qui en était seigneur et propriétaire. L'abbaye d'Homblières possédait des eaux avec droit de pêche, à Frise.
Frise est située sur la ligne de front lors de la Première Guerre mondiale (bataille de la Somme en 1916). L'écrivain Blaise Cendrars en témoigne dans La Main coupée.
Lors des combats de 1916, Armand Philippe, originaire de Trépot (Doubs), maître pointeur au 5e corps d'artillerie, 46e batterie, est blessé par éclat d'obus à Frise le 4 août 1916. Il est dirigé sur l'hôpital d'Amiens le 5 août avec blessures au front, à la cuisse, aux bras[réf. nécessaire].

## Politique et administration
| Période                                  | Période                   | Identité       | Étiquette | Qualité                        |
| ---------------------------------------- | ------------------------- | -------------- | --------- | ------------------------------ |
| Les données manquantes sont à compléter. |                           |                |           |                                |
| mars 2001                                | 2008                      | Michel Richard |           |                                |
| mars 2008                                | 2014                      | Marie Cantet   |           |                                |
| 2014                                     | En cours (au 24 mai 2020) | Michel Randjia |           | Réélu pour le mandat 2020-2026 |

## Démographie
L'évolution du nombre d'habitants est connue à travers les recensements de la population effectués dans la commune depuis 1793. Pour les communes de moins de 10 000 habitants, une enquête de recensement portant sur toute la population est réalisée tous les cinq ans, les populations de référence des années intermédiaires étant quant à elles estimées par interpolation ou extrapolation. Pour la commune, le premier recensement exhaustif entrant dans le cadre du nouveau dispositif a été réalisé en 2008.

En 2022, la commune comptait 176 habitants, en évolution de −5,38 % par rapport à 2016 (Somme : −1,26 %, France hors Mayotte : +2,11 %).
| 1793 | 1800 | 1806 | 1821 | 1831 | 1836 | 1841 | 1846 | 1851 |
| ---- | ---- | ---- | ---- | ---- | ---- | ---- | ---- | ---- |
| 264  | 281  | 301  | 323  | 368  | 380  | 417  | 410  | 417  |

| 1856 | 1861 | 1866 | 1872 | 1876 | 1881 | 1886 | 1891 | 1896 |
| ---- | ---- | ---- | ---- | ---- | ---- | ---- | ---- | ---- |
| 409  | 416  | 384  | 350  | 362  | 355  | 351  | 342  | 348  |

| 1901 | 1906 | 1911 | 1921 | 1926 | 1931 | 1936 | 1946 | 1954 |
| ---- | ---- | ---- | ---- | ---- | ---- | ---- | ---- | ---- |
| 359  | 315  | 302  | 134  | 160  | 174  | 175  | 170  | 176  |

| 1962 | 1968 | 1975 | 1982 | 1990 | 1999 | 2006 | 2008 | 2013 |
| ---- | ---- | ---- | ---- | ---- | ---- | ---- | ---- | ---- |
| 153  | 145  | 112  | 131  | 129  | 158  | 178  | 185  | 191  |

| 2018 | 2022 | - | - | - | - | - | - | - |
| ---- | ---- | - | - | - | - | - | - | - |
| 181  | 176  | - | - | - | - | - | - | - |

## Culture locale et patrimoine

### Lieux et monuments

#### Église Saint-Pierre

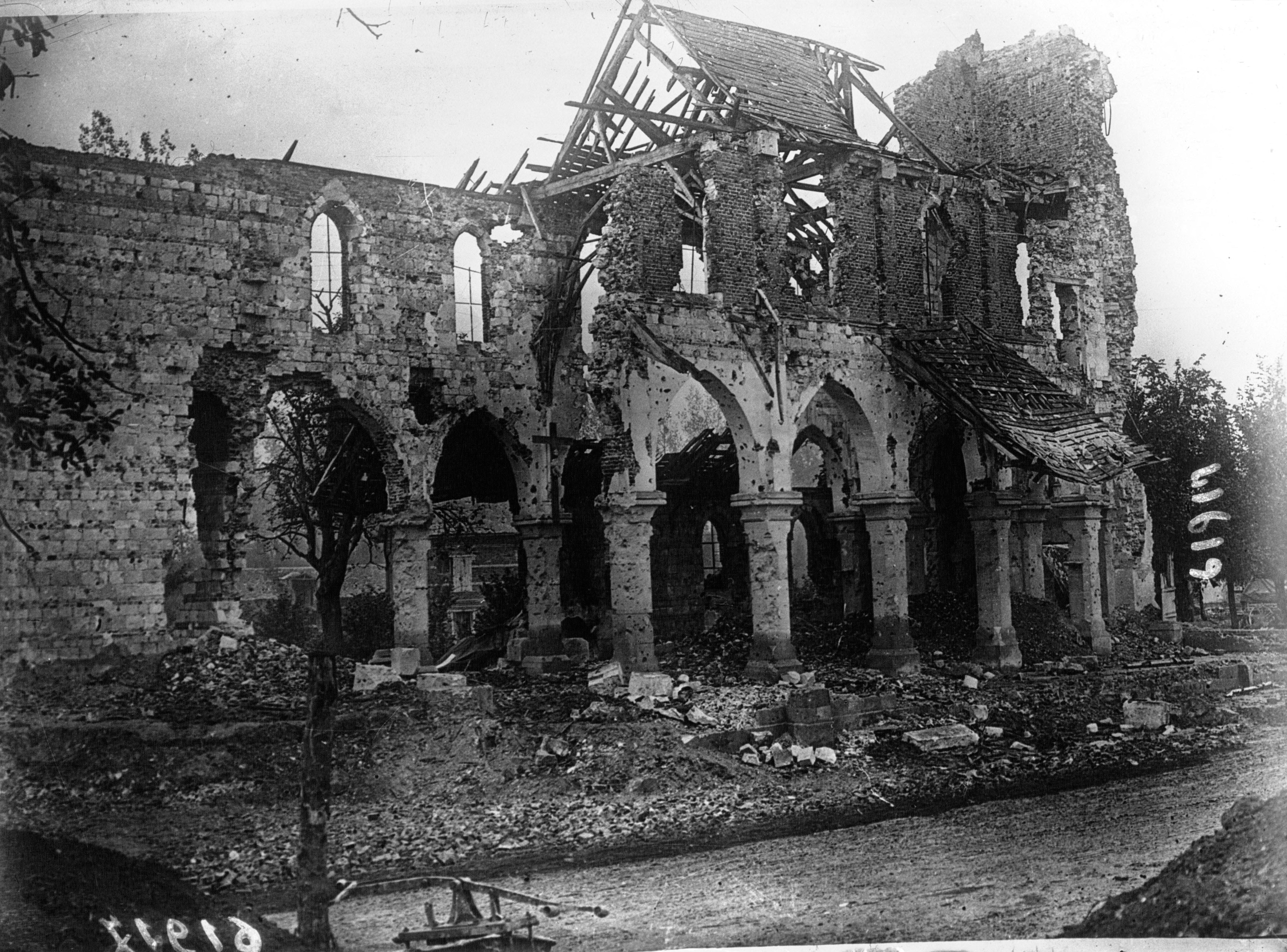
L'église de Frise en 1916, après la bataille de la Somme.
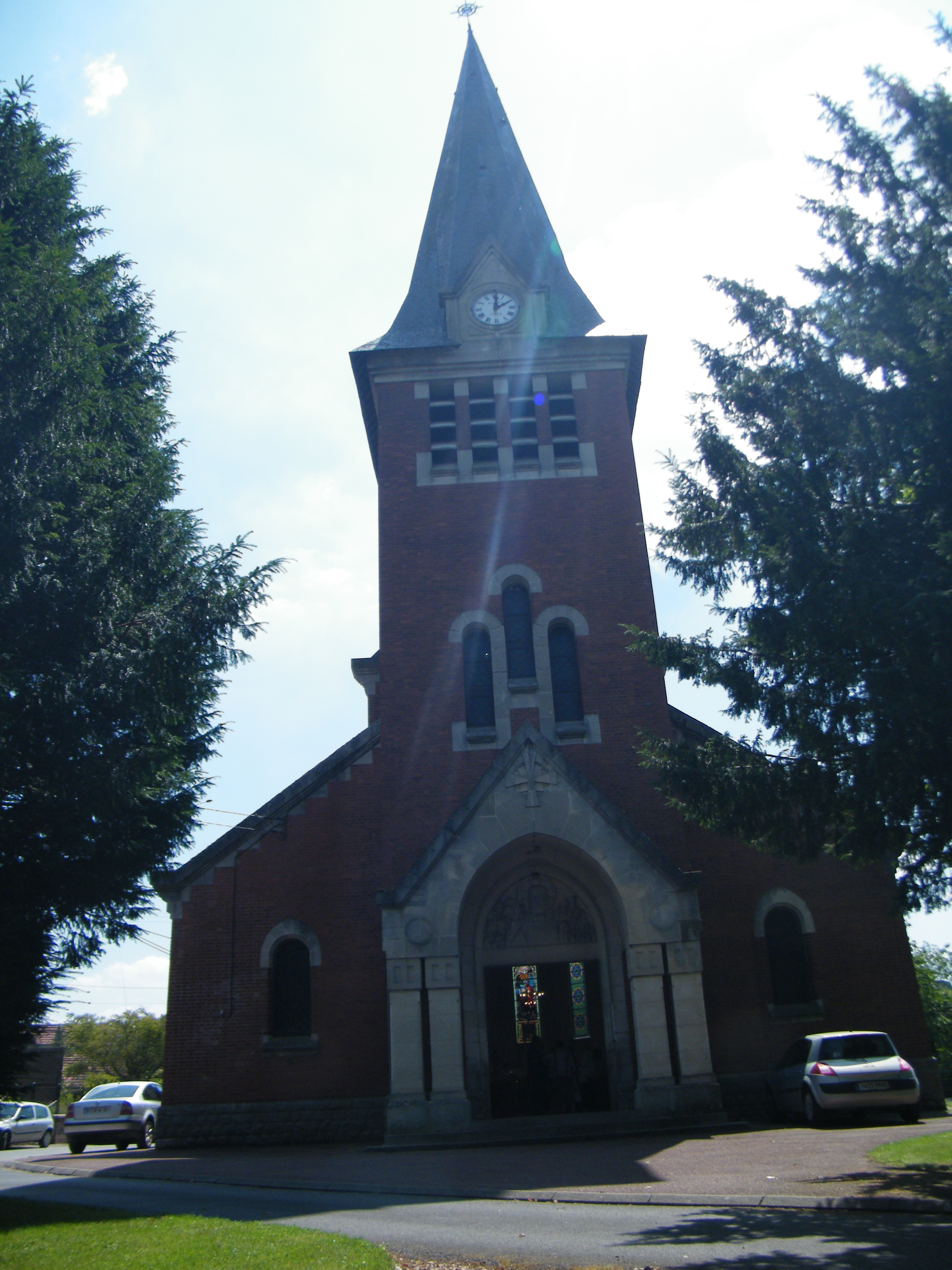
Saint-Pierre de Frise.
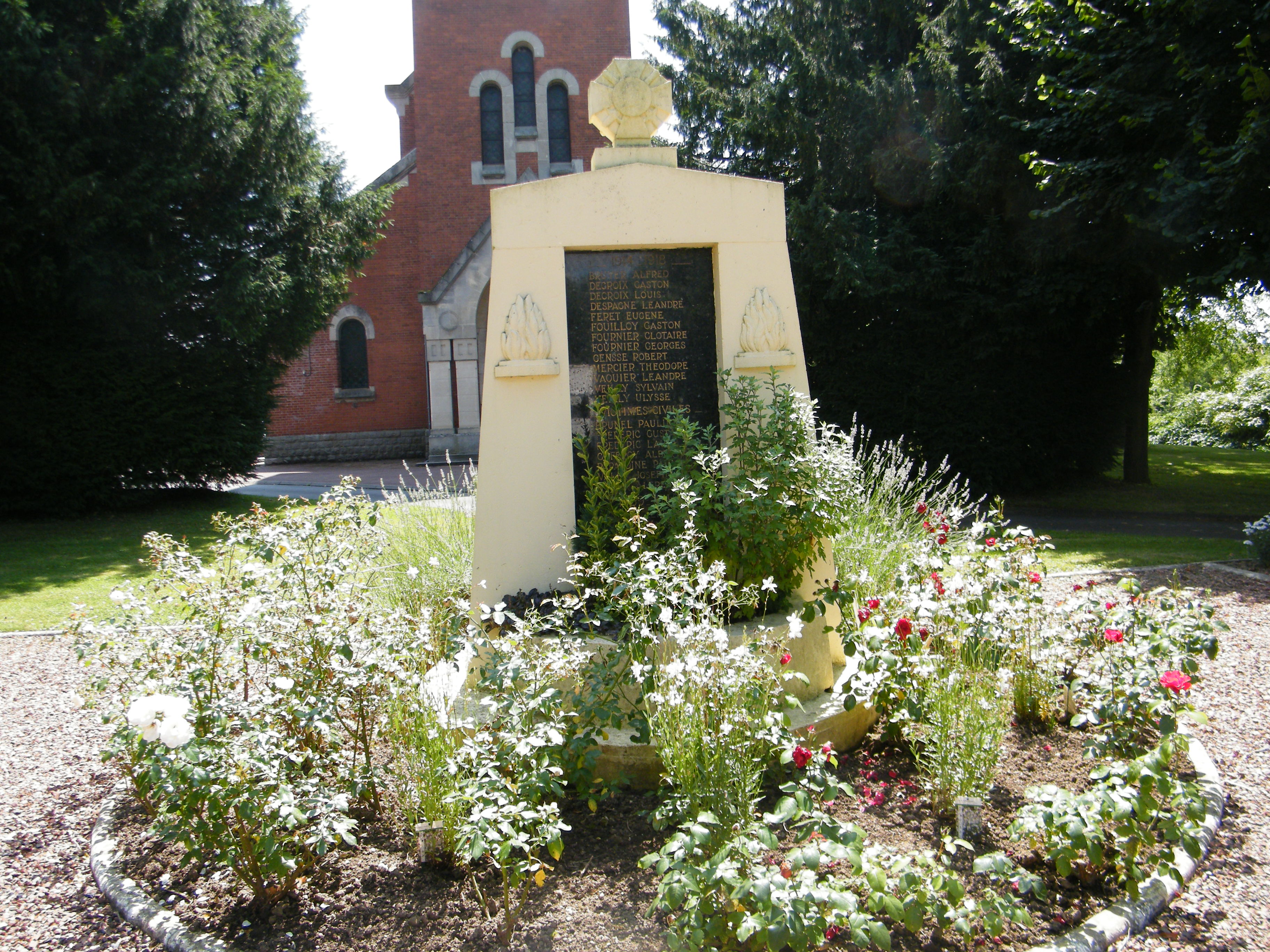
Monument.
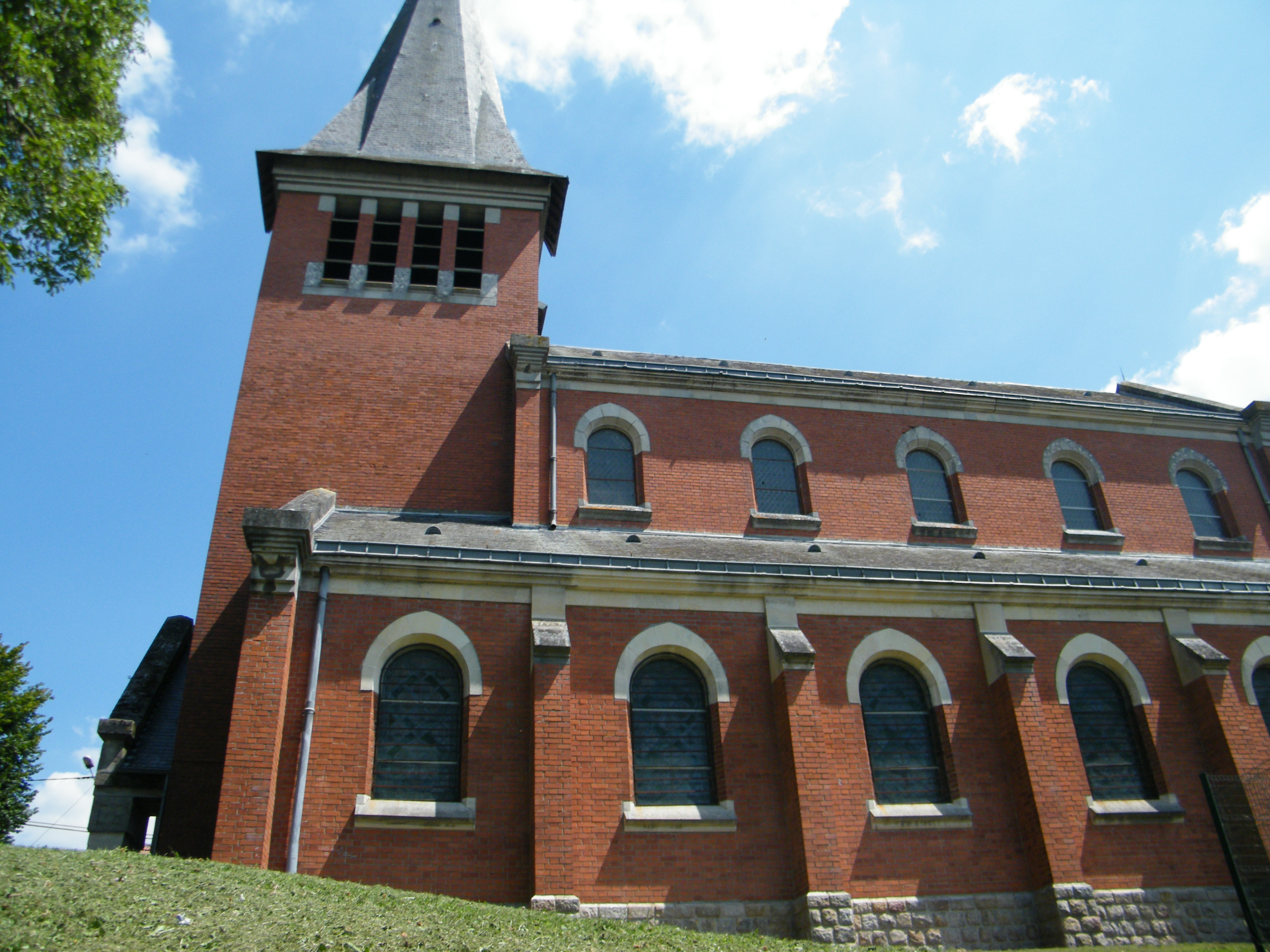
Autre vue de Saint-Pierre.
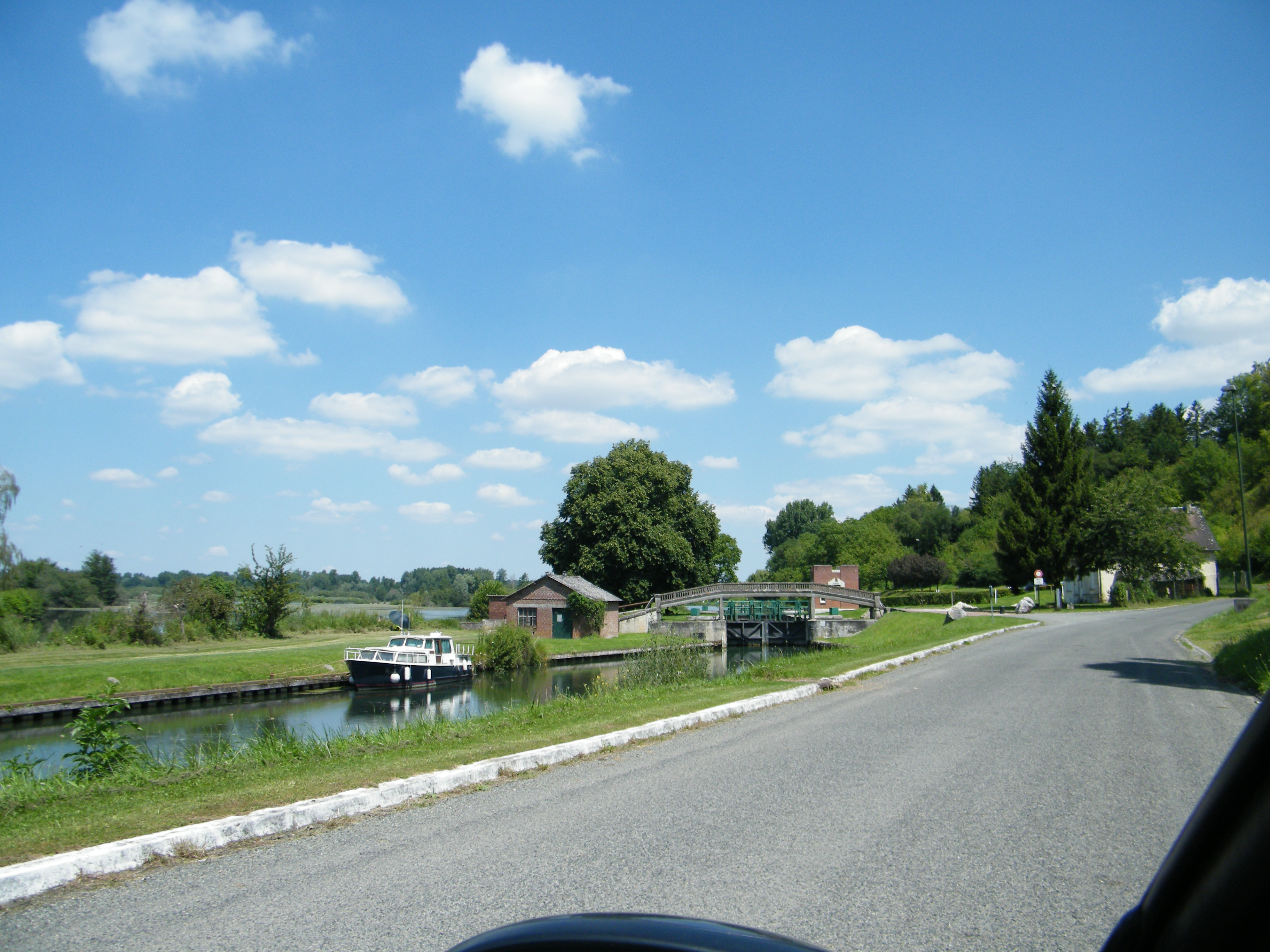
L'écluse.

#### Monuments
- Monument à la mémoire d'Arthur Knaap, soldat de La Grande Guerre. Œuvre de Tim Tubée, 2016. Inauguré par C. Knaap, grand-fille d'Arthur Knaap.

#### Boyaux de tranchées

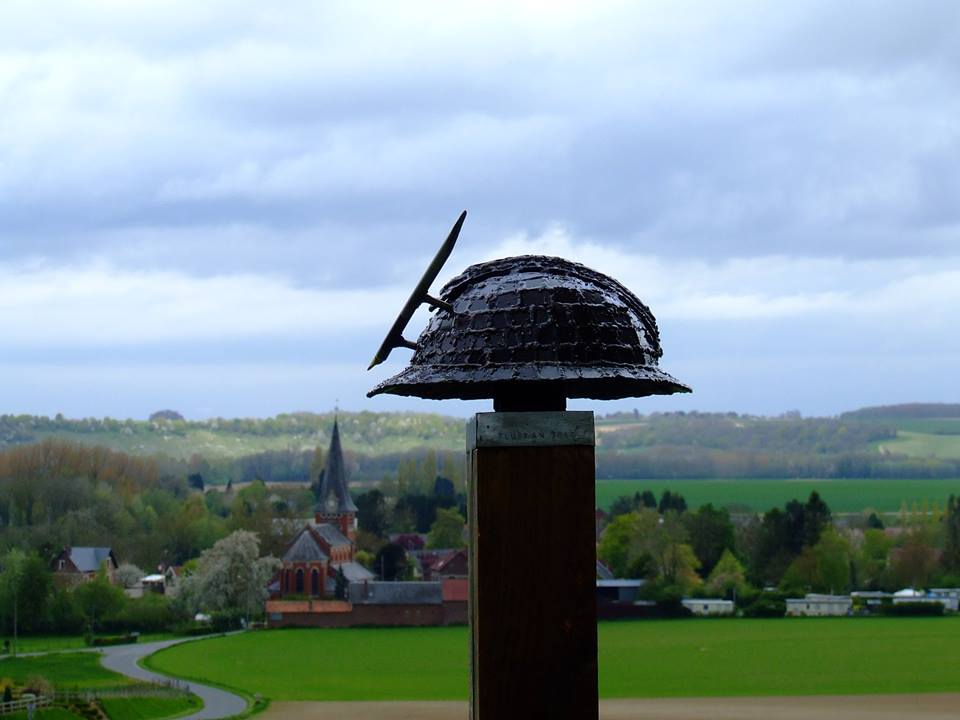
Stèle Arthur Knaap, œuvre de Tim Tubée, 2016, Frise Picardie.

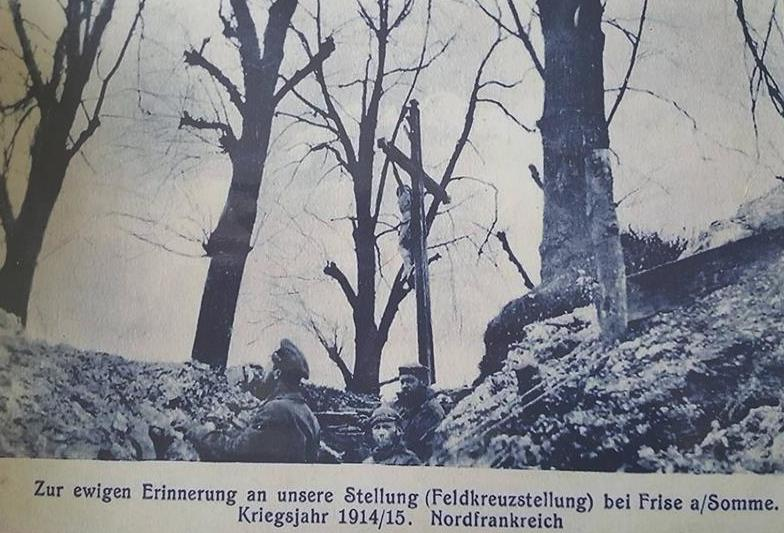
Calvaire de Frise, tranchée allemande, 1914-1915.

Visibles dans les environs (en surplomb du carrefour des Cinq-Chemins ou sur la montagne de Frise), ils témoignent, encore de nos jours, des combats de la Grande Guerre.

### Personnalités liées à la commune
- Blaise Cendrars a passé une grande partie de la guerre 1914-1918 dans le village de Frise, relatant son expérience et ses émotions d'engagé volontaire de l'armée française dans La Main coupée.
- Robert Graves, poète britannique, engagé dans le Royal Welch Fusiliers, a, lui aussi, combattu à Frise.
- Pierre Anastase Verrier, né à Frise le 29 décembre 1844, peintre picard célébré par Albert Roze.
- Arthur Knaap (écrivain, 1893-1938), jeune Néerlandais-Indonésien, soldat du Premier Régiment de Mars de la Légion étrangère. Knaap a eu son baptême de feu à Frise et a vécu dans les tranchées du village en 1914-1915. Des lettres de Knaap sont éditées en 1916 dans le magazine littéraire 'De Nieuwe Gids'. En 2014, le livre 'Patria' est édité, il contient des lettres de Knaap, écrites dans les tranchées. En même temps, sort le film 'No Man's Land', un film historique sur la vie d'Arthur Knaap.

### Héraldique
| Blason de Frise | Blason  | Tiercé en pairle renversé: au 1) de gueules au coq d'or, au 2) d'or au coquelicot au naturel tigé de sinople, au 3) d'azur à trois burelles ondées d'argent et au poisson d'or brochant sur celle du milieu.                                                       |
| Blason de Frise | Détails | Le coq est l'attribut de saint Pierre, le coquelicot rappelle les souffrances de la Première Guerre Mondiale, les ondes et le poisson symbolisent la Somme qui arrose la commune. Création de Jean-François Binon adoptée par la municipalité le 1er février 2019. |

## Pour approfondir